# Wake Me Up (canção de Remy Ma)
"Wake Me Up" é uma canção da rapper americana Remy Ma com Lil' Kim. Foi lançado em 8 de novembro de 2017, pela Columbia Records como o primeiro single do segundo álbum de estúdio de Remy Ma, "Seven Winters, Six Summers" (2018).

## Sobre
A colaboração foi anunciada pela primeira vez em setembro de 2017, depois que Remy Ma postou uma foto dela e de Lil' Kim no estúdio em sua conta no Instagram. Em 30 de outubro de 2017, foi anunciado que Remy Ma havia assinado um contrato de milionário com a [[Columbia Records], com "Wake Me Up" sendo seu primeiro single a ser lançado no selo. Foi falsamente relatado pelo TMZ, que mais tarde se espalhou por vários blogs e revistas, que a música deveria ser uma faixa diss visando ser para a rapper Nicki Minaj, uma vez que Remy Ma havia lançado anteriormente "Shether", uma faixa diss para Minaj. Remy Ma e a estação de rádio "Power 105.1" foram rápidos em negar os rumores falsos, embora os blogs continuassem rotulando a música como uma faixa diss. Além disso, Kim também desmentiu que durante sua entrevista com Ebro na "HOT 97".

## Composição
"Wake Me Up" contem sample de "Queen Bitch" de Lil' Kim, do seu álbum de estréia Hard Core, de 1996, que traz, em retorno, a versão de Roberta Flack de "Hey, That's No Way To Say Goodbye", de Leonard Cohen. No inicio, também é possível ouvir o refrão invertido da canção "I Can Love You" de Mary J. Blige.

## VideoClipe
Várias fotos do set do videoclipe vazaram pelo TMZ em 30 de outubro de 2017. Mais tarde, foi anunciado que o videoclipe estrearia no The Wendy Williams Show.  O videoclipe foi inicialmente apresentado em The Wendy Williams Show e TRL durante as aparições ao vivo de Remy, em 13 de novembro. Ele foi lançado oficialmente em 16 de novembro, ganhando mais de 1 milhão de visualizações em menos de 24 horas. Remy e Kim performaram a canção em vários eventos juntas em vários cidaddes dos Estados Unidos.

## Charts
| Chart (2017)                                                  | Posição |
| ------------------------------------------------------------- | ------- |
| Estados Unidos (Bubbling Under Hot 100 Singles)               | 15      |
| Estados Unidos Bubbling Under R&B/Hip-Hop Singles (Billboard) | 2       |
| Estados Unidos (Billboard Digital Song Sales)                 | 49      |